# Jardin anglais (Vesoul)
Le Jardin anglais est un jardin public situé à Vesoul, préfecture du département de la Haute-Saône. Aménagé en 1863 par l'architecte-paysagiste Brice Michel, l'espace vert subit plusieurs modifications au cours du XXe siècle. Bien que portant a sa création le nom de Jardin anglais, il ne présentait significativement pas les caractéristiques d'un jardin anglais. Il est cependant en 1976, véritablement retracé a l'anglaise.
Plus ancien jardin public de la ville, il occupe une superficie de 3 hectares et est notamment constitué de nombreuses espèces de plantes rares. Répertorié à l'Inventaire général du patrimoine culturel, le jardin anglais est classé « Jardin remarquable » en 2014.

## Localisation
Le jardin est situé dans la commune de Vesoul, dans le département de la Haute-Saône, en région Bourgogne-Franche-Comté. Il se trouve à quelques centaines de mètres à l'est du quartier historique de Vesoul. Cerné par l'avenue Aristide Briand (située au nord) et la rue Meillier (au sud), il est également localisé à l'est de la vaste place des Allées et à l'ouest de la piscine et du stade René-Hologne. Le Durgeon traverse le parc d'est en ouest. L'espace vert est situé à 220 mètres d'altitude.

## Histoire

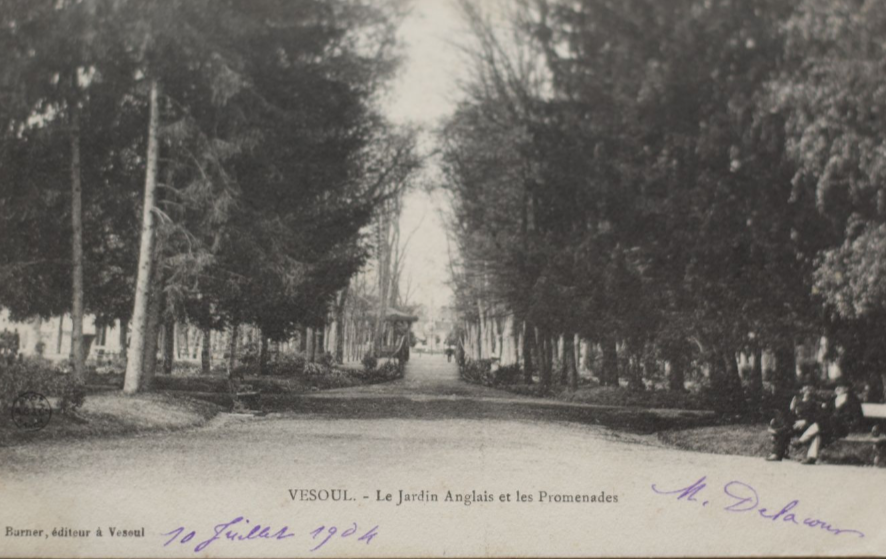
Entrée du jardin anglais. Carte postale datée de 1904.

En 1770, la municipalité aménage une promenade au sud-est de la cité historique, en dehors des murailles de la ville : Les Allées Neuves. Plus tard, cette promenade, bien que très fréquentée par la population locale, est jugée trop peu fleurie. En 1840, le conseil municipal de la ville de Vesoul décide d'aménager sur le terrain jouxtant les Allées Neuves un véritable jardin. La ville achète alors le pré de la Cunotte, également appelé pré Cointot, appartenant à M. Reluillet, au prix de 5.700 francs de l'époque. 
C'est en 1863 que le paysagiste Brice Michel est choisi pour fonder un jardin, au vu d'une exposition régionale d'horticulture qui doit se dérouler à Vesoul. Par ailleurs, l'espace vert est agrandi en 1882, dans le cadre d'une nouvelle exposition régionale d'horticulture en 1885,.
En 1892, la construction de la passerelle Meiller sur le Durgeon permit de rendre accessible le parc depuis les Allées.
Durant la première moitié du XXe siècle, la commune de Vesoul rachète de multiples petits terrains autour du par afin de l'agrandir. En 1976, le parc est retracé en jardin à l'anglaise et plusieurs ornements font leur apparition tels qu'une rocaille et une pergola : c'est depuis cette date qu'il est dénommé « jardin anglais ». Dans les années 1980, une coulée verte est aménagée aux abords de la rivière du Durgeon. Elle débute au nord du jardin anglais et se prolonge en direction des quartiers Est de la ville, jusqu'au nord vers le quartier des Rêpes.
De par notamment sa richesse végétale, le jardin est inscrit à l'inventaire général du patrimoine culturel.
Riche de 850 variétés d'espèces végétales, le Jardin Anglais de Vesoul a été classé Jardin remarquable en décembre 2013, le premier et unique jardin public remarquable de Franche-Comté, un label attribué pour une durée de 5 ans sur proposition des Commissions régionales formées sous l'égide de la DRAC (Direction Régionale des Affaires Culturelles).

## Composition

### Espèces végétales
L'espace vert couvre une superficie de 30 000 m2 (soit 3 hectares). Il est, entre autres, composé d'une rocaille, d'un plan d'eau, d'une cascade d'une pergola, d'une roseraie ainsi que des arbres d'alignement et de différentes arbustes, plantes annuelles et vivaces (comme l'arbre aux mouchoirs, l'arbre de neige, l'arbre aux faisans et le mûrier blanc).
De plus, des aires de jeux y sont présentes dont une, créée en 2007, réservée aux personnes à mobilité réduite.

Quelques massifs en mosaïculture
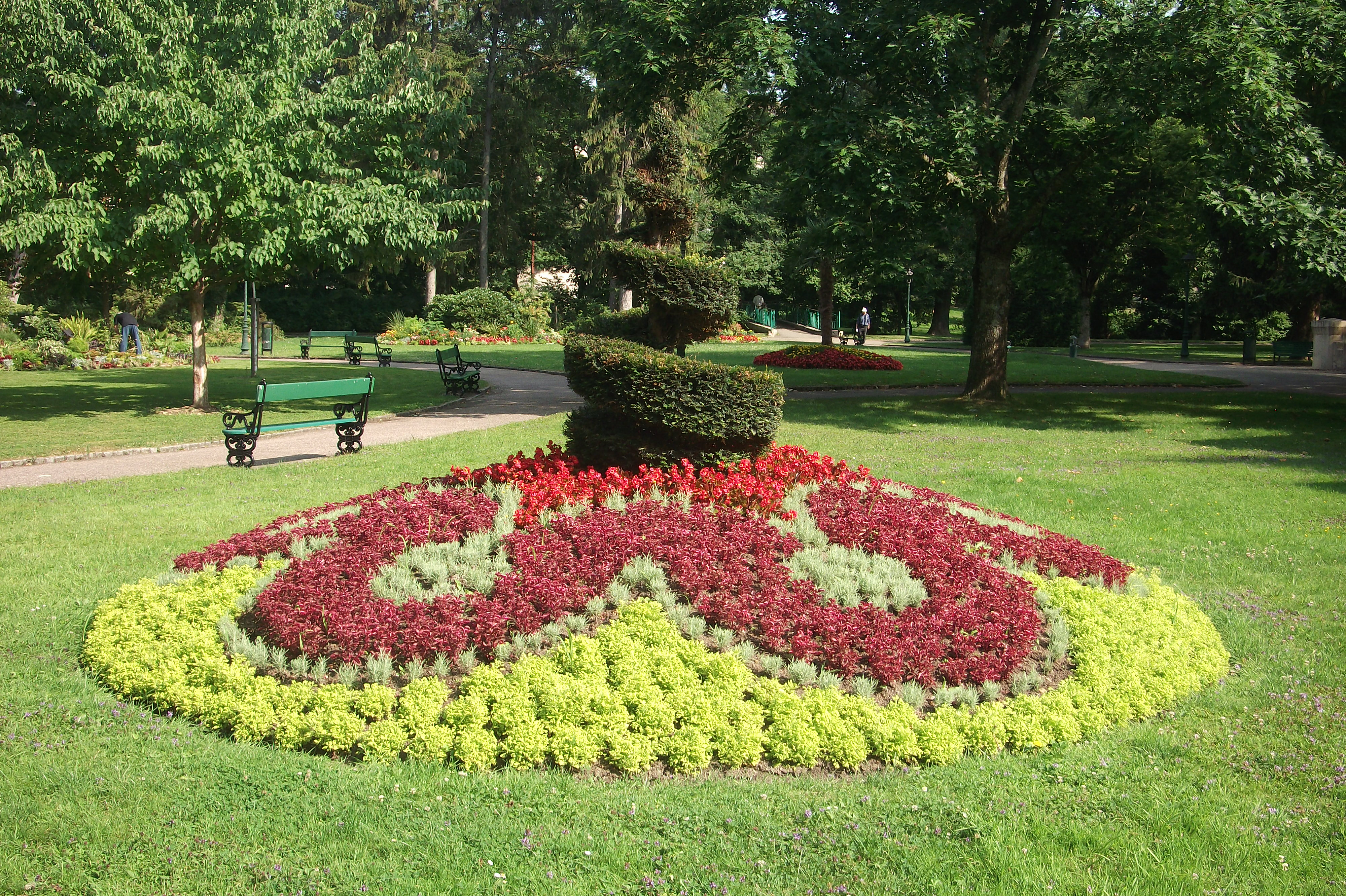
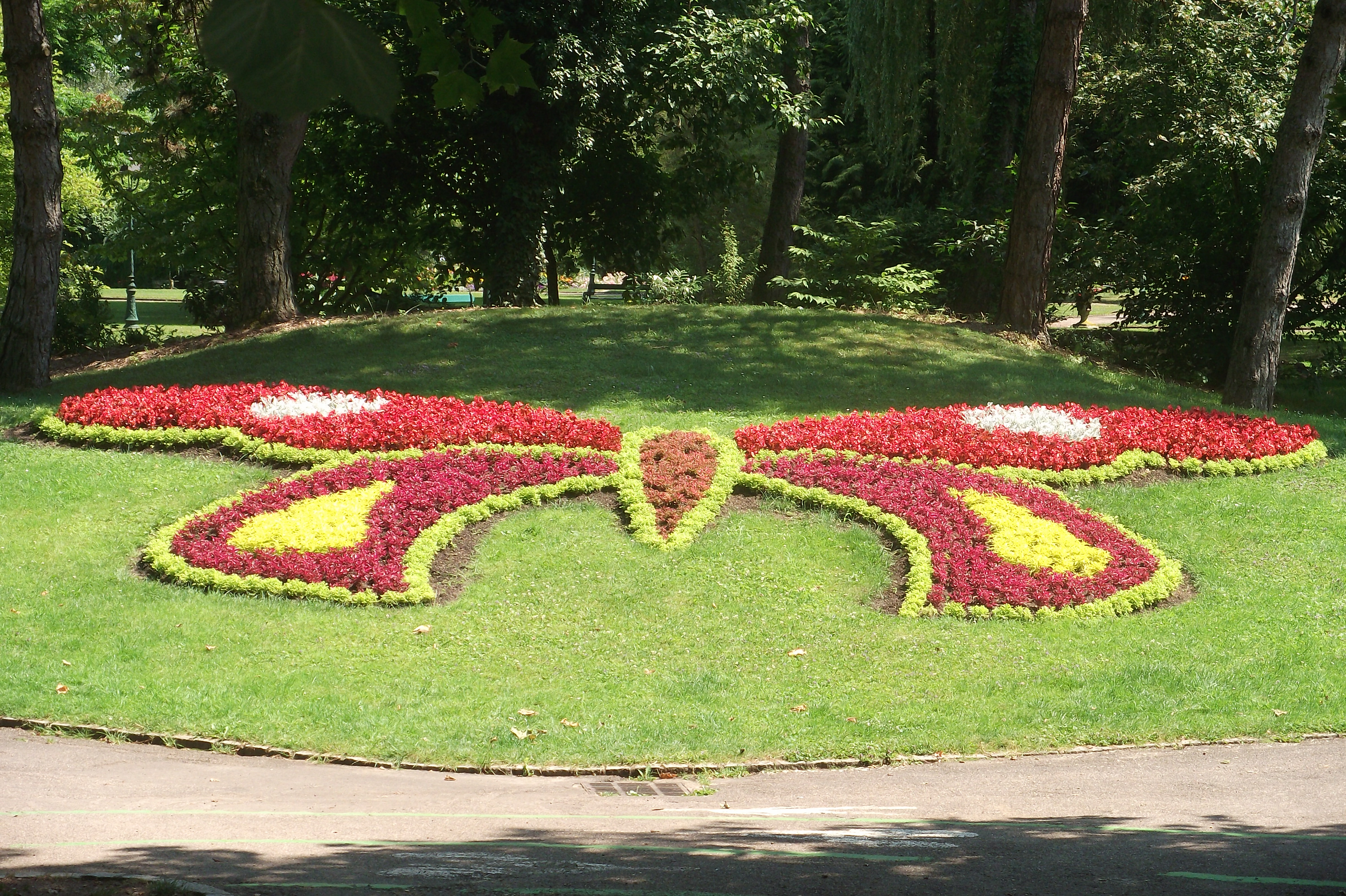
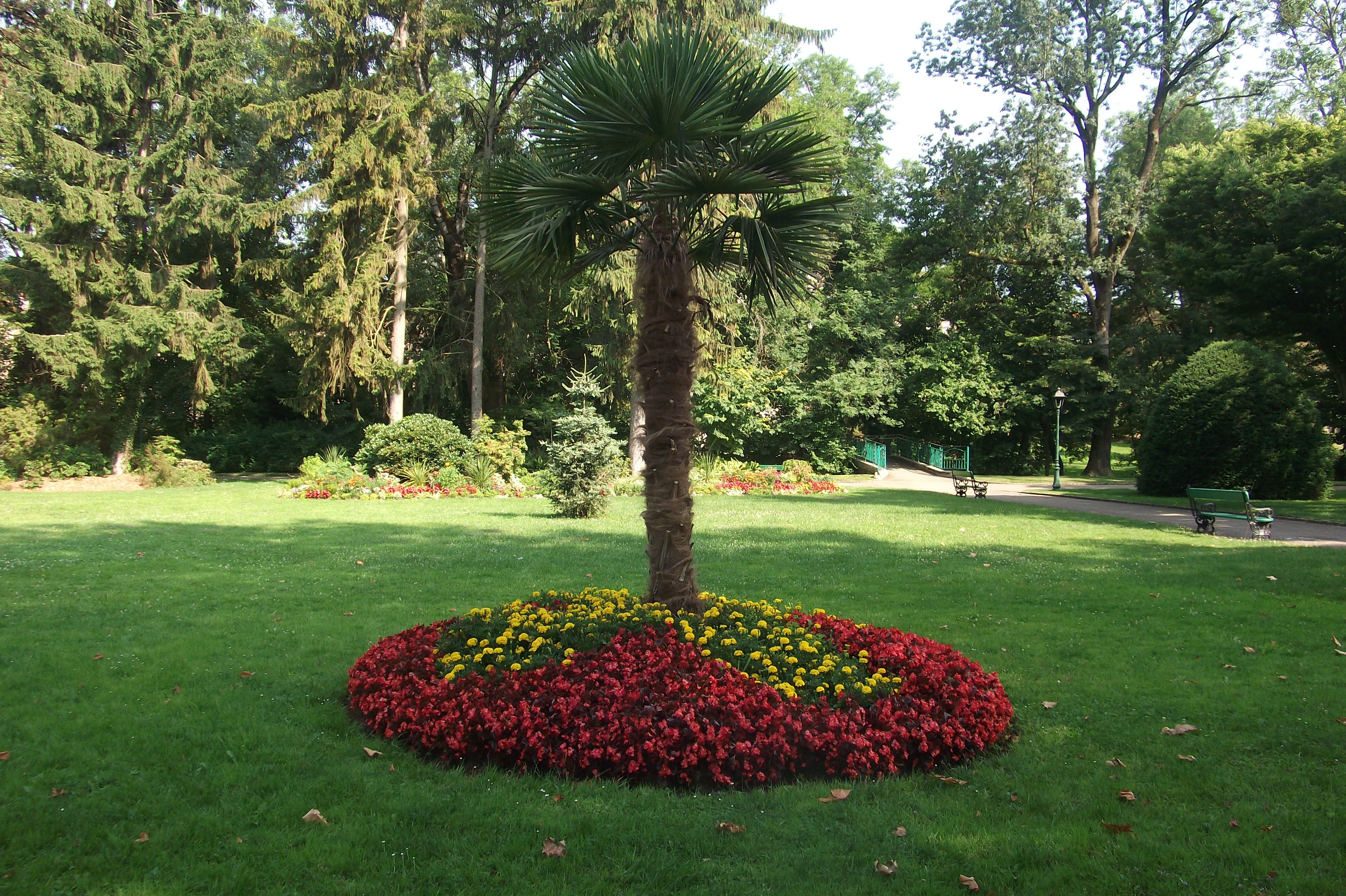

### Œuvres architecturales
Sculptures

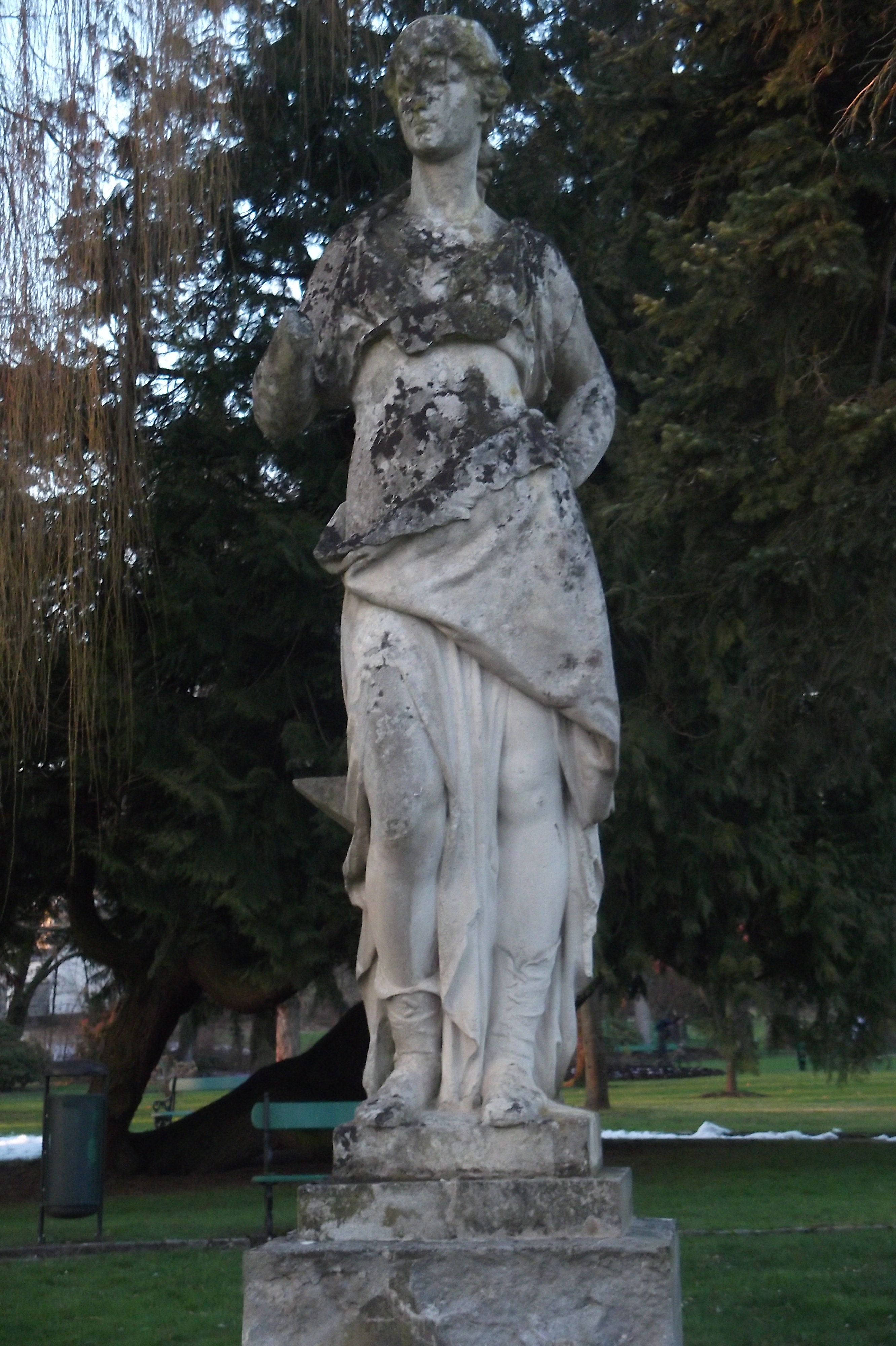
La statue de Jeanne d'Arc

Une statue représentant Jeanne d'Arc est localisée dans le jardin. Communément dénommée La Ferronnerie, elle fut sculptée par Henri Vauréal et devait, originellement, être posée au palais du Trocadéro à Paris. Cependant la statue ne fut pas exposée à l'événement et fut donnée par l'État à la ville de Vesoul.

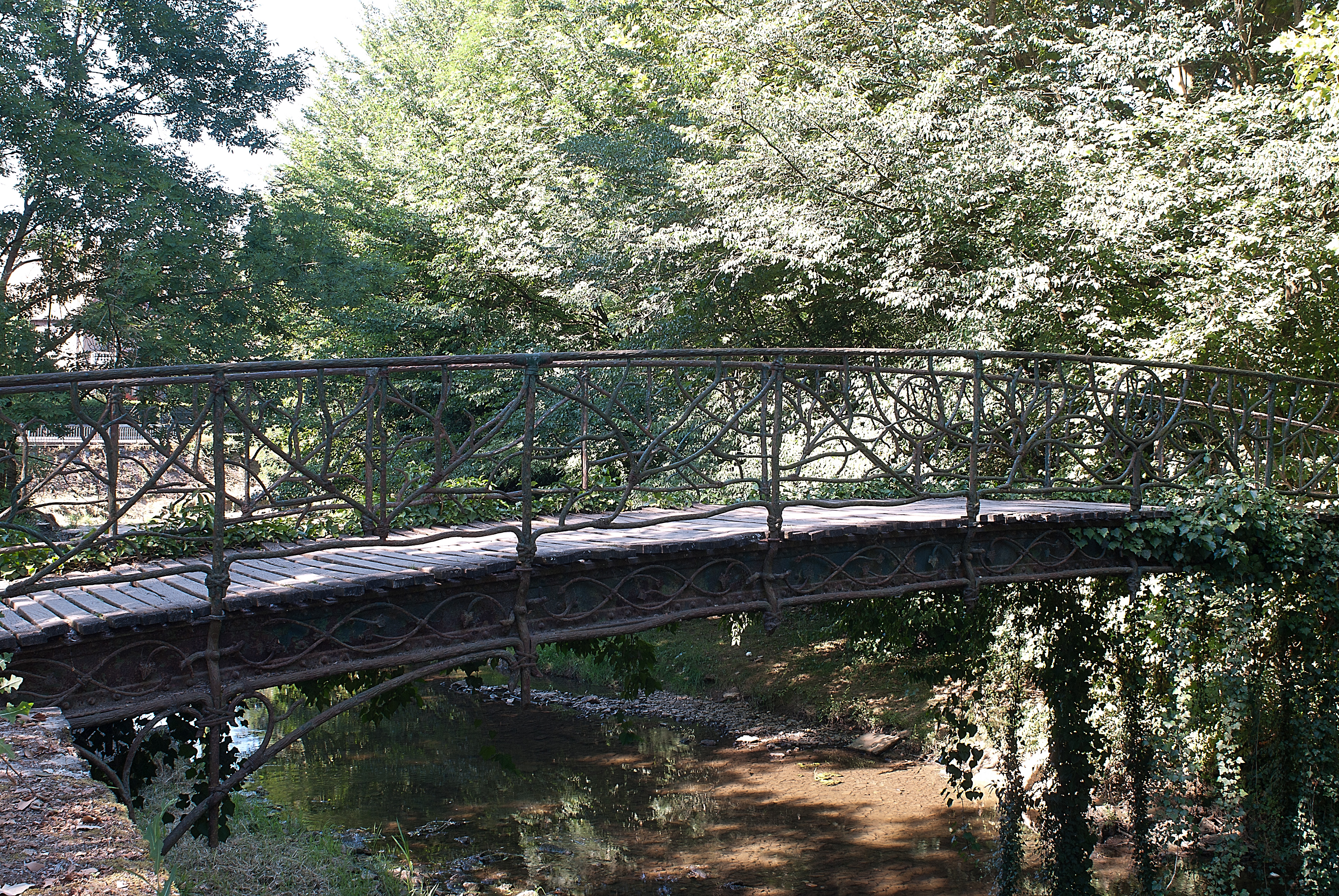
La passerelle Meillier.

L'espace vert compte aussi une autre œuvre de ce genre : le buste de Paul Morel, homme politique, qui a occupé le poste de député et également de maire de Vesoul de 1908 à 1933. Reposant sur un haut monument en marbre, le buste, réalisé en bronze, représente Paul Morel. Dessiné par l'architecte Maurice Boutterin, puis sculpté par l'artiste Henri Bouchard. Le monument est inauguré le 31 mars 1935 en présence de personnalités comme Jules Jeanneney, président du Sénat, Paul Marchandeau, ministre du Commerce, André Liautey, député de la Haute-Saône, et René Weil, maire de Vesoul. En 1942, par précaution, un moulage du buste de l'homme politique est réalisé, dans l'éventualité de son déboulonnage et de sa fonte, dans le cadre de la mobilisation des métaux non ferreux. Sur le socle est inscrit : « A / PAUL MOREL / MAIRE DE VESOUL / 1869 - 1933 ». Le monument et le buste de Paul Morel a été déplacé en 2016 à l'entrée de l'espace Paul Morel, sur le site de l'ancien hôpital de la ville, à quelques centaines de mètres de là.
Pont
Une passerelle, nommée « Passerelle Meillier », permet de faire communiquer la place des Allées au jardin anglais. De style Art nouveau, elle a été réalisée en 1891 et mesure quatorze mètres de long et deux mètres de large.

## Pour approfondir